# شب‌بخیر و موفق باشید
شب‌بخیر و موفق باشید (به انگلیسی: Good Night, and Good Luck.) فیلم درامی است که در سال ۲۰۰۵ به کارگردانی جرج کلونی ساخته شد. این فیلم موفق شد در ۶ رشته از جمله بهترین کارگردانی، بهترین فیلم‌نامهٔ غیراقتباسی و بهترین بازیگر نقش اول مرد نامزد جایزه اسکار شود.
در شب به خیر و موفق باشید، ماجرای کشمکش ادوارد مورو، خبرنگار رادیو و تلویزیون با جوزف مک‌کارتی، سناتور ایالت ویسکانسین در سال ۱۹۵۳ روایت می‌شود.